# 山本鎮雄
山本 鎮雄（山本 鎭雄、やまもと しずお、1940年11月15日 - ）は、日本の社会学者、日本女子大学名誉教授。

## 略歴
東京府東京市中野区（現・東京都中野区）生まれ。1966年東北大学文学部社会学科卒、1968年同大学院修士課程修了。1968年広島女子大学講師、助教授、1979年日本女子大学助教授を経て、教授、2011年定年、名誉教授となる。新明正道に師事した。

## 著書
- 『西ドイツ社会学の研究』 (社会学叢書)恒星社厚生閣 1986
- 『社会学的世界』恒星社厚生閣 1990
- 『時評家新明正道』時潮社 1998
- 『新明正道 綜合社会学の探究』(シリーズ世界の社会学・日本の社会学)東信堂 2000
- 『目耕録 定年退職後の晴耕雨読』時潮社 2015

### 共編著
- 『新明社会学の研究 論考と資料』田野崎昭夫共編著 時潮社 1996
- 新明正道『ドイツ留学日記』編 時潮社 1997
- 『歴史社会学とマックス・ヴェーバー』鈴木幸寿,茨木竹二共編 理想社 2003
- 『新明正道時評集』編 日本経済評論社 2007

### 翻訳
- フランクフルト社会研究所『現代社会学の諸相 社会学理論への補遺』恒星社厚生閣 1983
- ディルク・ケスラー『社会学的冒険』恒星社厚生閣 2003

## 論文
- <山本鎮雄